# Bucida macrostachya
El nombre científico aceptado actualmente para esta especie es Terminalia macrostachya (Standl.) Alwan & Stace. Bucida macrostachya es una especie que pertenece a la familia Combretaceae, algunos de sus nombres comunes son: Cacho de toro, Almendro de cerro, Roble (México), Roble de montaña o Cuerno de toro (Honduras). Algunos frutos debido al ataque de los ácaros forman agallas que lo hacen verse varias veces su tamaño, por esto, y por la forma del fruto recibe el nombre de cacho de toro.

## Clasificación y descripción
Es un árbol de hasta 25 m de alto y un diámetro cercano a los 60 cm, presenta un tronco derecho cilíndrico, copa redondeada poco ramificada, con ramas en posición horizontal y follaje de color opaco. La corteza es áspera de color café oscura a negra opaca, presenta savia cristalina de olor poco aromático. La madera es dura. Las hojas son simples alternas, arregladas en espiral, frecuentemente amontonadas en las puntas de las ramas, elípticas a obovada-elípticas u oblongo-elípticas, 5 a 25 cm de largo y 4 a 13 cm de ancho, ápice redondeado a subagudo, base ampliamente cuneada, subglabras a escasamente pubescente; con 6 a 16 pares de nervios laterales prominentes, frecuentemente tomentosos adpresos o esparcidamente pilosos; peciolo 1 a 4.5 cm de largo, pubescente; pedúnculo (1.5) 2 a 6 cm de largo. Presenta inflorescencia en racimos, arreglados en rosetas; el racimo mide de 7 a 16 cm de largo; el pedúnculo 2 a 6 cm de largo. Las flores son blancas 4 a 6 mm, densamente pilosas, incluyendo ovario y cáliz; sépalos más o menos persistentes en el antesis, ca. de 3 mm de largo; raquis (1.7-) 7 a 16 cm de largo. Los frutos son ovoide 5 a 6 mm de largo y generalmente con pelos o pubescencia anchas, el hipanto superior persistente, con el ataque de ácaros se deforma como un cuerno.

## Distribución y ambiente
En México en la Depresión Central de Chiapas donde prospera en la selva baja caducifolia, en los lugares más protegidos y con suelos más profundos. Guatemala, Honduras y Nicaragua. Se presenta en climas preferentemente secos y forma parte de las selvas bajas caducifolias tropicales y subtropicales.

## Usos
La madera para mazas de ruedas, yugos, postes, puertas, muebles y en algunas zonas para elaborar carbón. La corteza se usa para curtiembre de pieles y tintorería por sus propiedades astringentes.